# Annona cordifolia
Annona cordifolia (Szyszył.) Poepp. ex Maas & Westra – gatunek rośliny z rodziny flaszowcowatych (Annonaceae Juss.). Występuje naturalnie w południowej części Kolumbii, w Ekwadorze, Peru, północnej Boliwii oraz w Brazylii (w stanach Acre i Mato Grosso). 

## Morfologia
PokrójZimozielony krzew dorastający do 15 m wysokości. Gałęzie są pnące i owłosione.
LiścieMają kształt od eliptycznego do prawie okrągłego. Mierzą 15–25 cm długości oraz 7–12 cm szerokości. Liść na brzegu jest całobrzegi. Wierzchołek jest ostry lub tępy. Ogonek liściowy jest owłosiony i dorasta do 10–13 mm długości.
KwiatySą zebrane w pęczkach. Rozwijają się w kątach pędów. Działki kielicha mają owalny kształt z ogoniastym wierzchołkiem. Płatki mają owalny kształt. Osiągają do 15 mm długości.
OwoceMają kształt od cylindrycznego do elipsoidalnego. Osiągają 4–5 cm długości.